# Хамза, Дидар Маратович
Дидар Маратович Хамза (род. 15 февраля 1997) — казахстанский дзюдоист. Чемпион Азиатских игр. Участник Олимпийских игр. Серебряный призёр чемпионата Казахстана 2022 года.

## Биография
Дидар Хамза родился 15 февраля 1997 года в Туркестане.
Выпускник Международного казахско-турецкого университета имени Ахмеда Ясави.

## Карьера
Начал заниматься дзюдо в 2007 году в родном Туркестане благодаря влиянию своего отца Марата Файзиева.
На юниорском Кубке Европы в Санкт-Петербурге 2015 года Хамза завоевал серебро. В том же году в Оренбурге стал третьим, а в Праге — пятым. На юниорском чемпионате мира в Абу-Даби также занял пятое место, проиграв в поединке за бронзу.
На турнире в Оберварте в феврале 2016 года Хамза завоевал золотую медаль. На взрослом чемпионате Азии в Ташкенте стал серебряным призёром. На Гран-при Алматы завоевал бронзу. Также стал седьмым на турнире Большого шлема в Тюмени и проиграл в поединке за бронзу в Абу-Даби.
На турнире в Катовице в 2017 году стал пятым, остановившись в шаге от медали. На чемпионате мира среди юниоров в Загребе завоевал бронзовую медаль.
На Азиатских играх 2018 года в Джакарте Хамза стал чемпионом. В том же году стал третьим на «Большом шлеме» в ОАЭ и завоевал золото Гран-при в Узбекистане.
В 2019 году стал пятым на Азиатском-Тихоокеанском чемпионате. Дошёл до четвертьфинала на Гран-при в Будапеште и Ташкенте.
В 2021 году остановился в шаге от медаль на чемпионате Азии и Океании. Выступил на Олимпийских играх в Токио, но уже в первом поединке уступил будущему серебряному призёру Саиду Моллаеи.